# 许南阁祠
许南阁祠位于河南省漯河市郾城区海河路西段，与漯河四高老校区毗邻，是一处清代古代建筑，列入河南省文物保护单位（第五批，古建筑类74号），为纪念东汉时期著名经学家、文字学家许慎（曾任太尉南阁祭酒）之祠堂，建于清光绪二十五年（1899年），由时任郾城知县周云所建。

## 简介
许南阁祠原占地三亩三分，原有大门三间，过厅五间，享堂五间，东西廊房各三间。辛亥革命后，被改为学校，多数房间被毁，如今只剩过厅五间，进深9.1米，阔15.3米。院内有光绪二十五年郾城知县周云所立的“创修许南阁祠记”石碑。厅内供有许慎像，悬挂着由王力先王题写的“许慎纪念馆”馆名匾额、周祖谟先生题写的赞联。厅内置有展柜，展示许慎生平事迹及各种版本的《说文解字》、历代研究著作等。河南省文化厅曾于1985年春，拨款整修，并用作许慎纪念馆馆址、河南省社会科学院郾城许慎研究所办公室和临时展览接待室。 